# خملیوفکا (سرزمین آلتای)
خملیوفکا (به لاتین: Khmelyovka) یک منطقهٔ مسکونی در روسیه است که در سرزمین آلتای واقع شده‌است.